# Infrastruktura rowerowa

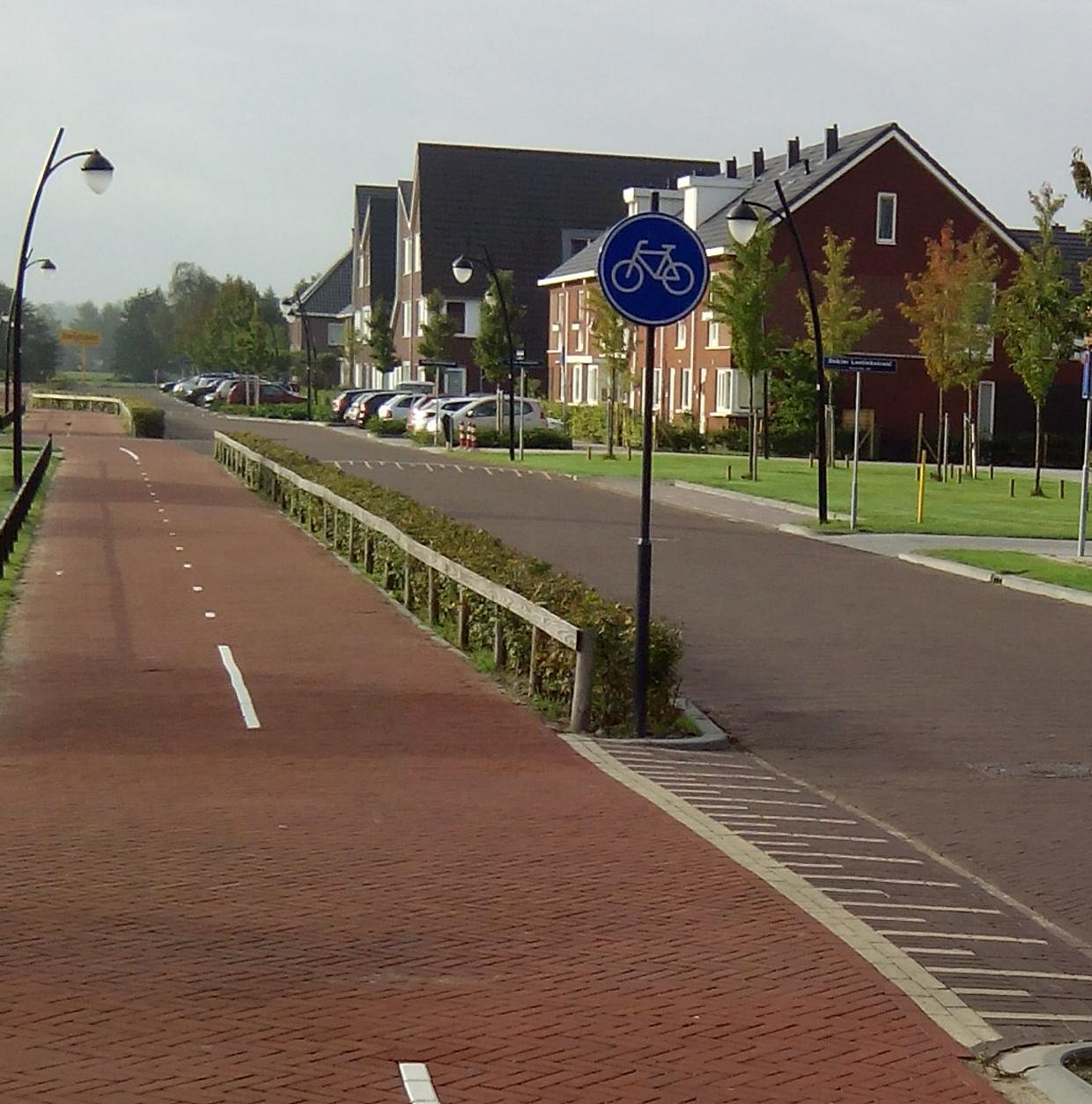
Ta fietspad (droga rowerowa) w Holandii bezpiecznie łączy domy z przyzwoitymi światłami ulicznymi.

Infrastruktura rowerowa – infrastruktura dedykowana oraz udostępniona do korzystania przez rowerzystów obejmująca drogi dla rowerów, drogi dla rowerów i pieszych, pasy rowerowe, trasy rowerowe, szlaki rowerowe oraz, tam gdzie jest to dozwolone, chodniki. Drogi używane przez kierowców są również infrastrukturą rowerową, z wyjątkiem miejsc, w których ruch na rowerze jest niedozwolony, jak wiele autostrad i dróg ekspresowych. Infrastruktura obejmuje także udogodnienia dla rowerzystów, takie jak stojaki na rowery, schowki rowerowe, wiaty rowerowe, stacje serwisowe oraz znaki i sygnały drogowe.
Istnieją przewodniki definiujące różne rodzaje infrastruktury dróg rowerowych, w tym podręcznik brytyjskiego Departamentu Transportu Geometric Design of Pedestrian, Cycle and Equestrian Routes, Sustrans Design Manual, UK Department of Transport Local Transport Note 2/08: Projekt infrastruktury rowerowej przewodnik Duńskiego Zarządu Dróg Rejestracja i klasyfikacja ścieżek, holenderski CROW, Amerykańskie Stowarzyszenie Urzędników ds. Autostrad i Transportu (AASHTO) Przewodnik po obiektach dla rowerów, Federalna Administracja Autostrad (FHWA) Podręcznik jednolitych urządzeń kontroli ruchu (MUTCD), oraz przewodnik projektowania miejskich dróg rowerowych Narodowego Stowarzyszenia Urzędników Transportu Miejskiego USA (NACTO). W Polsce opracowanie takie opublikowała Generalna Dyrekcja Dróg Krajowych i Autostrad. Dostępne są też regionalne implementacje jak na przykład wytyczne Górnośląsko-Zagłębiowskiej Metropolii.
W Holandii podręcznik projektowania Tekenen voor de fiets zaleca szerokość co najmniej 2 metrów lub 2,5 metra, jeśli jest używana przez ponad 150 rowerów na godzinę. Miasta Utrecht i 's-Hertogenbosch określają minimalną szerokość 2 metrów dla nowych ścieżek rowerowych. Holandia ma również chronione skrzyżowania dla rowerzystów przejeżdżających przez drogi.

## Elementy dedykowanej drogowej infrastruktury rowerowej

### Droga dla rowerów
Wydzielony pas terenu dedykowany do jazdy rowerowem. Według polskiego prawa o ruchu drogowym: droga lub część drogi niebędącą jezdnią, oznaczoną odpowiednimi pionowymi znakami drogowymi, przeznaczona do ruchu rowerów, hulajnóg elektrycznych i urządzeń transportu osobistego oraz osób poruszających się przy użyciu urządzenia wspomagającego ruch i ruchu pieszych, w przypadkach przewidzianych w ustawie.

### Droga dla pieszych i rowerów
Konstrukcja drogowa, stanowiąca szlak komunikacyjny przeznaczona do użytku pieszych i rowerzystów, podlegająca przepisom Prawa o ruchu drogowym.

### Pas ruchu dla rowerów
Według polskiego prawa o ruchu drogowym pas ruchu dla rowerów to część jezdni przeznaczona do ruchu rowerów w jednym kierunku, oznaczona odpowiednimi znakami drogowymi.

### Kontrapas
Wydzielony pas jezdni ulicy jednokierunkowej, przeznaczony dla ruchu określonej kategorii pojazdów (np. rowerów lub autobusów) w kierunku przeciwnym do obowiązującego pozostałe pojazdy.

### Śluza rowerowa
Część jezdni na wlocie skrzyżowania na całej szerokości jezdni lub wybranego pasa ruchu przeznaczona do zatrzymania rowerów w celu zmiany kierunku jazdy lub ustąpienia pierwszeństwa, oznaczona odpowiednimi znakami drogowymi

### Przejazd dla rowerów
Powierzchnia jezdni lub torowiska przeznaczona do przejeżdżania przez rowerzystów, oznaczoną odpowiednimi znakami drogowymi. Stosowany w miejscach, gdzie droga rowerowa lub pas rowerowy przecina poprzeczną jezdnię.

### Velostrada
Droga rowerowa o podwyższonych standardach technicznych umożliwiająca poruszanie się z prędkością 40 km/h i dopuszcająca przecięcia kolizyjne w wyjątkowych przypadkach, dedykowana do szybkich codziennych podróży rowerem na dystansach 5 – 30 km.

## Przykłady infrastruktury rowerowej

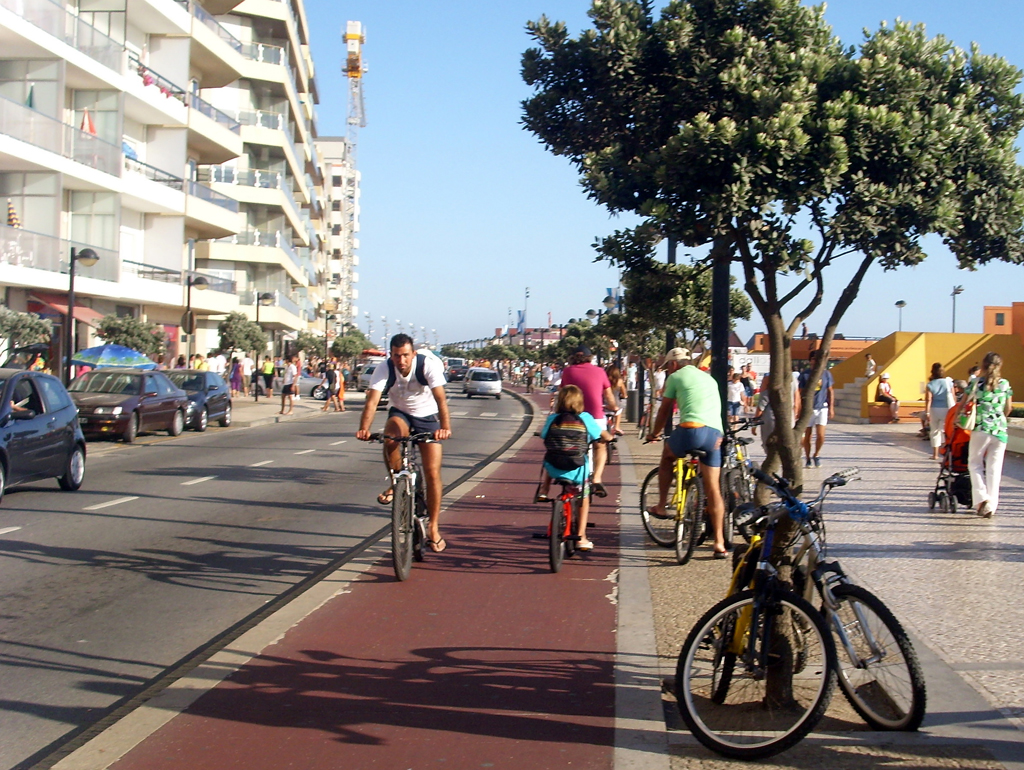
Droga rowerowa w Portugalii
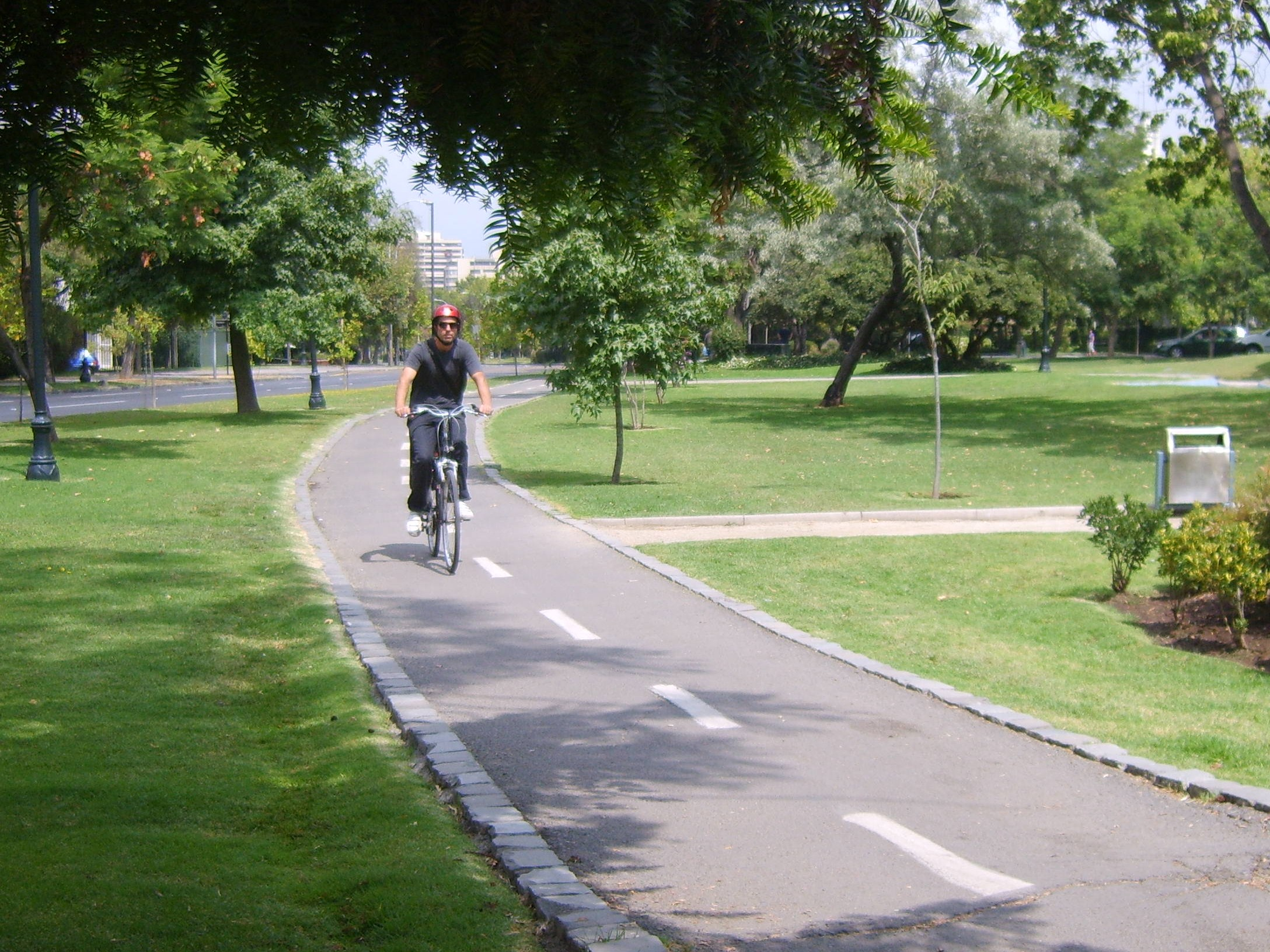
Trasa rowerowa w Pocuro, Chile
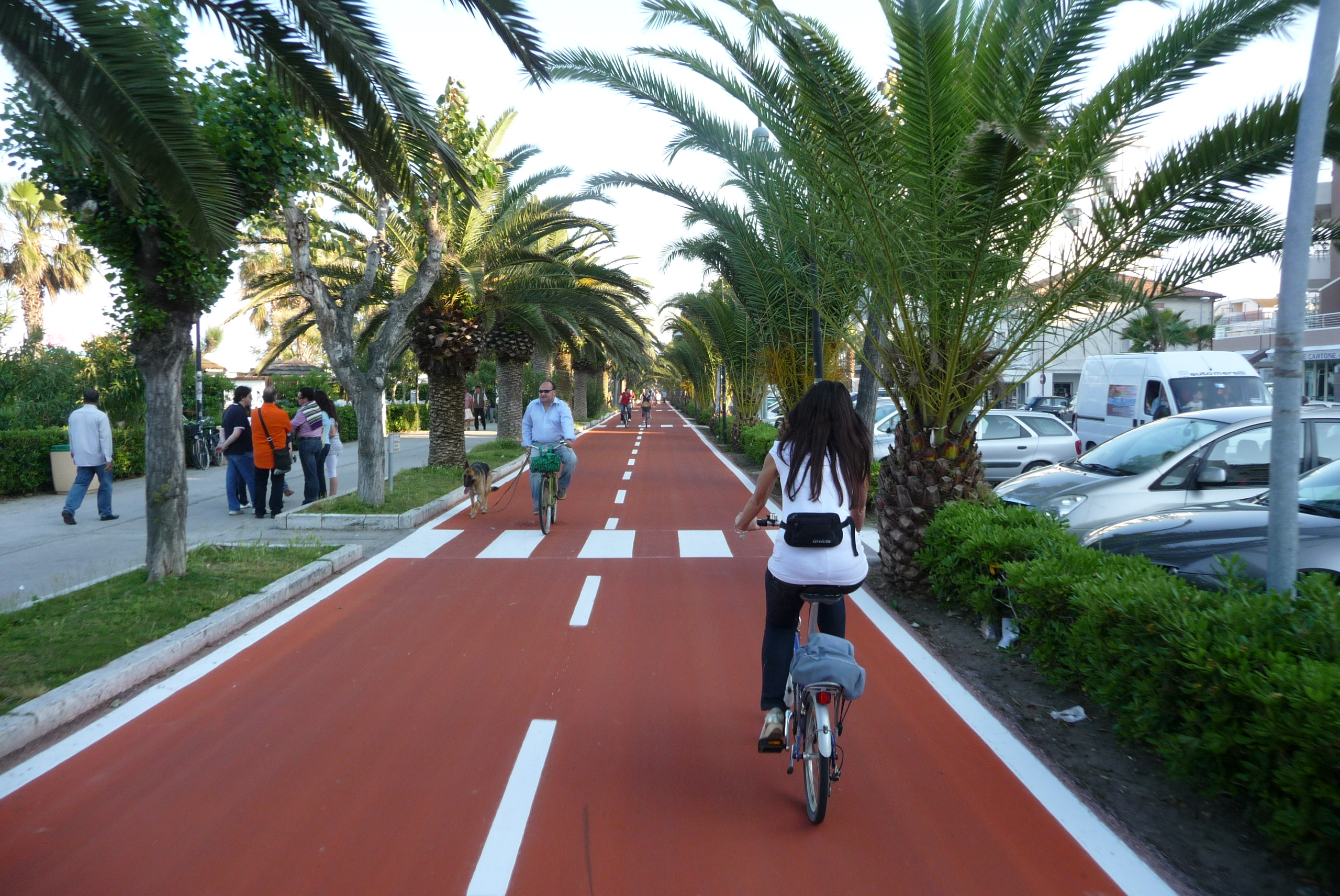
Ciclovia Adriatica we Włoszech
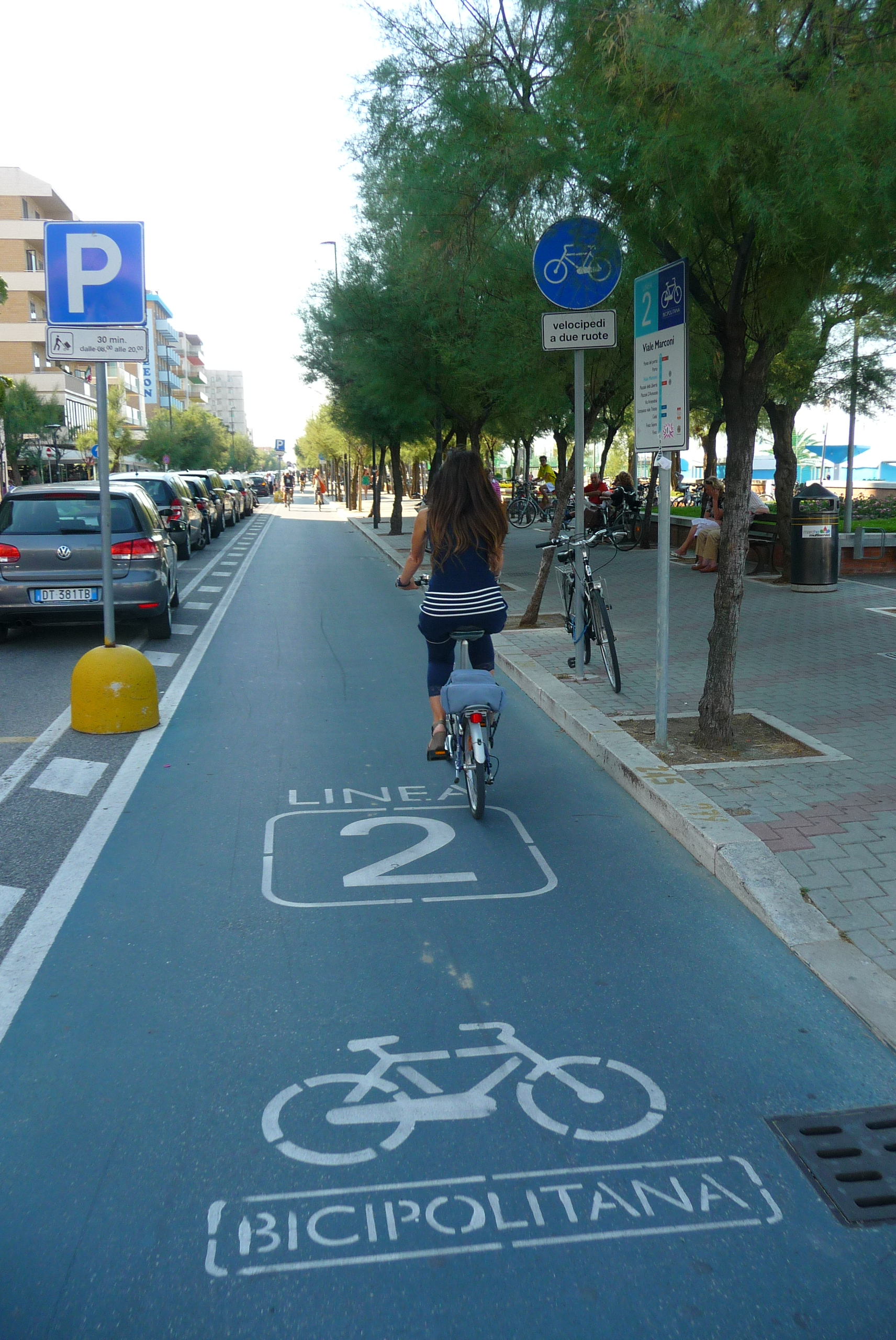
Droga rowerowa w Pesaro, Włochy
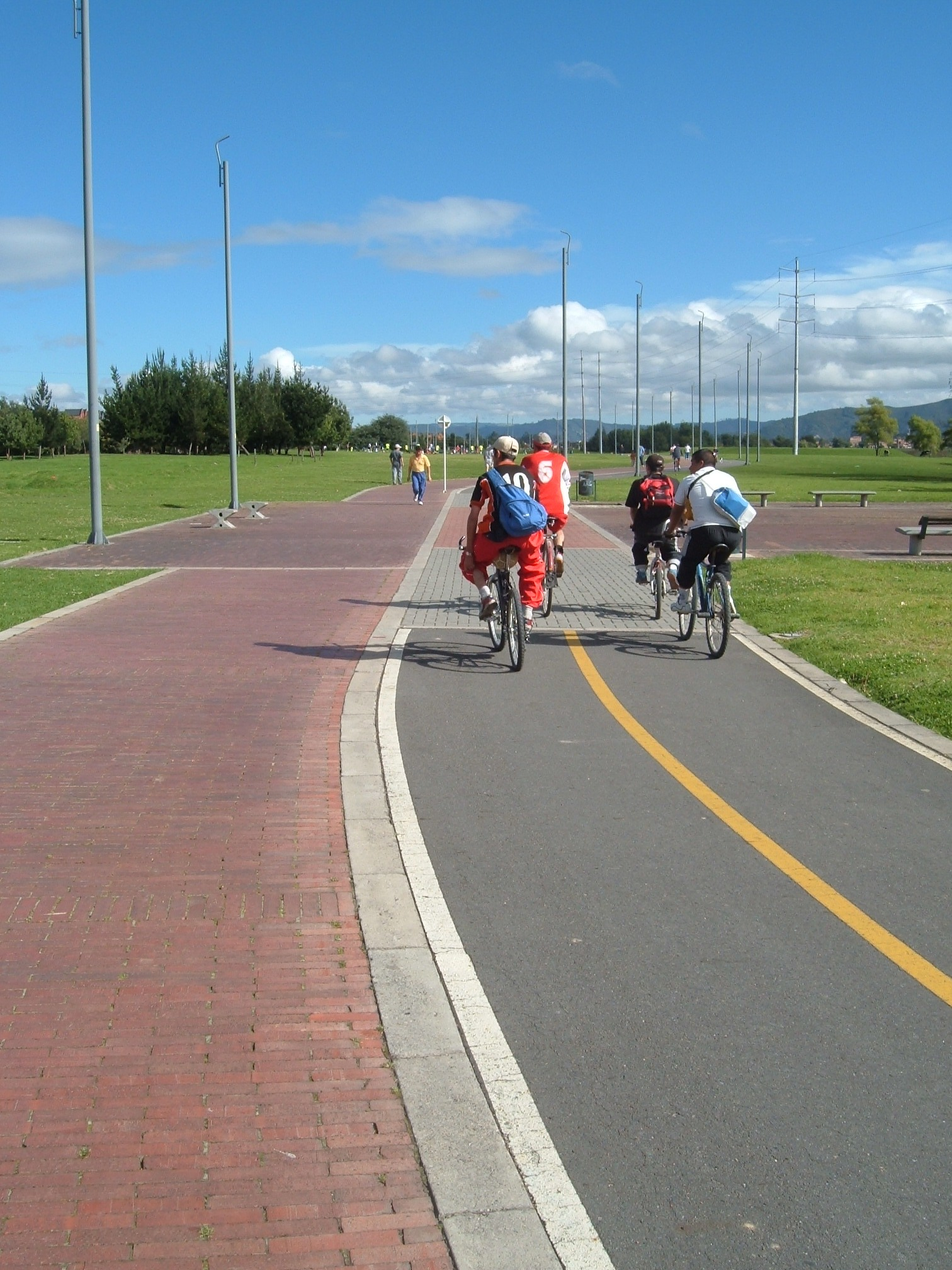
Droga rowerowa w Bogocie, Kolumbia
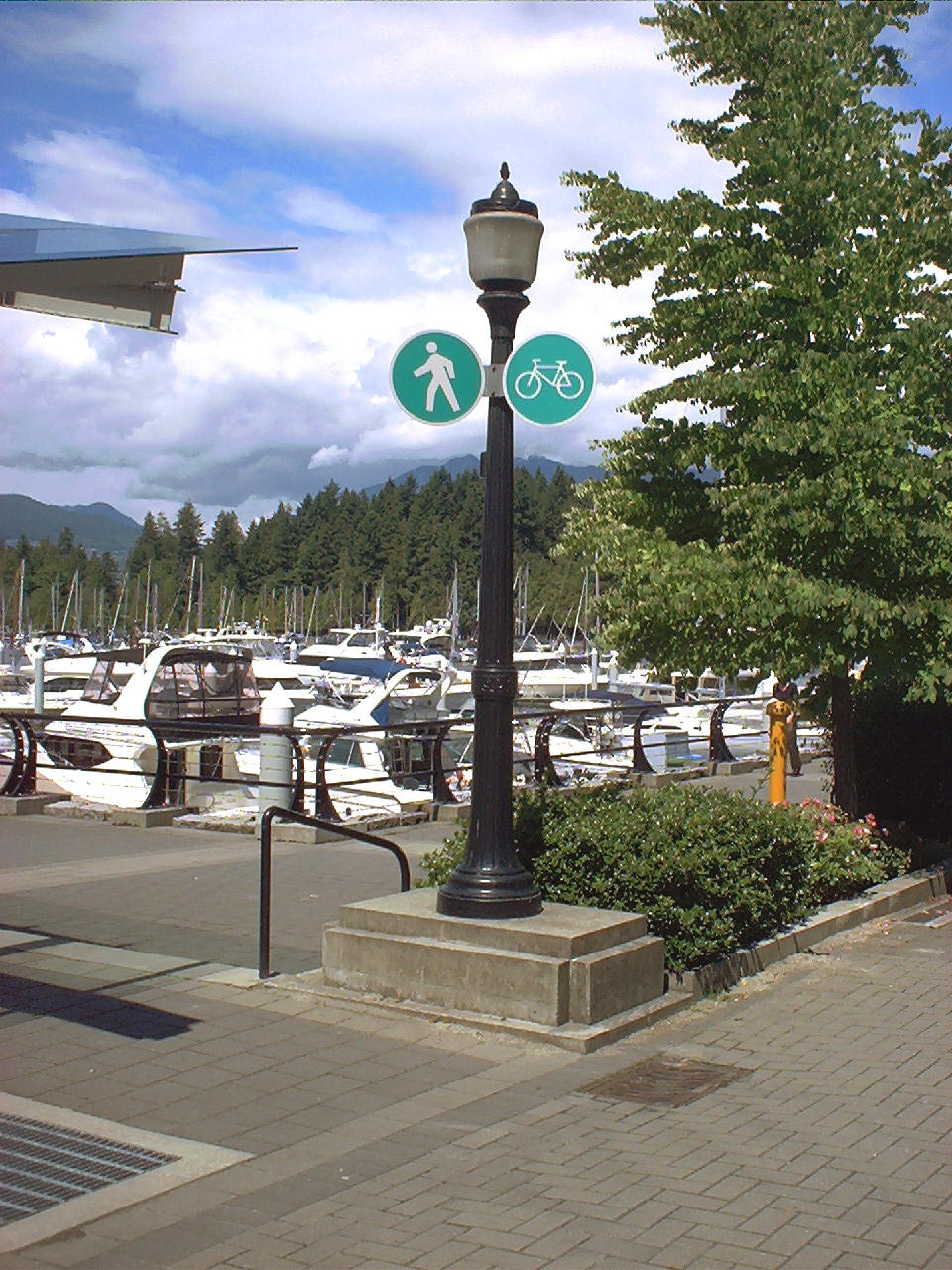
Trans Canada Trail wzdłuż Coal Harbor w centrum Vancouver w Kolumbii Brytyjskiej
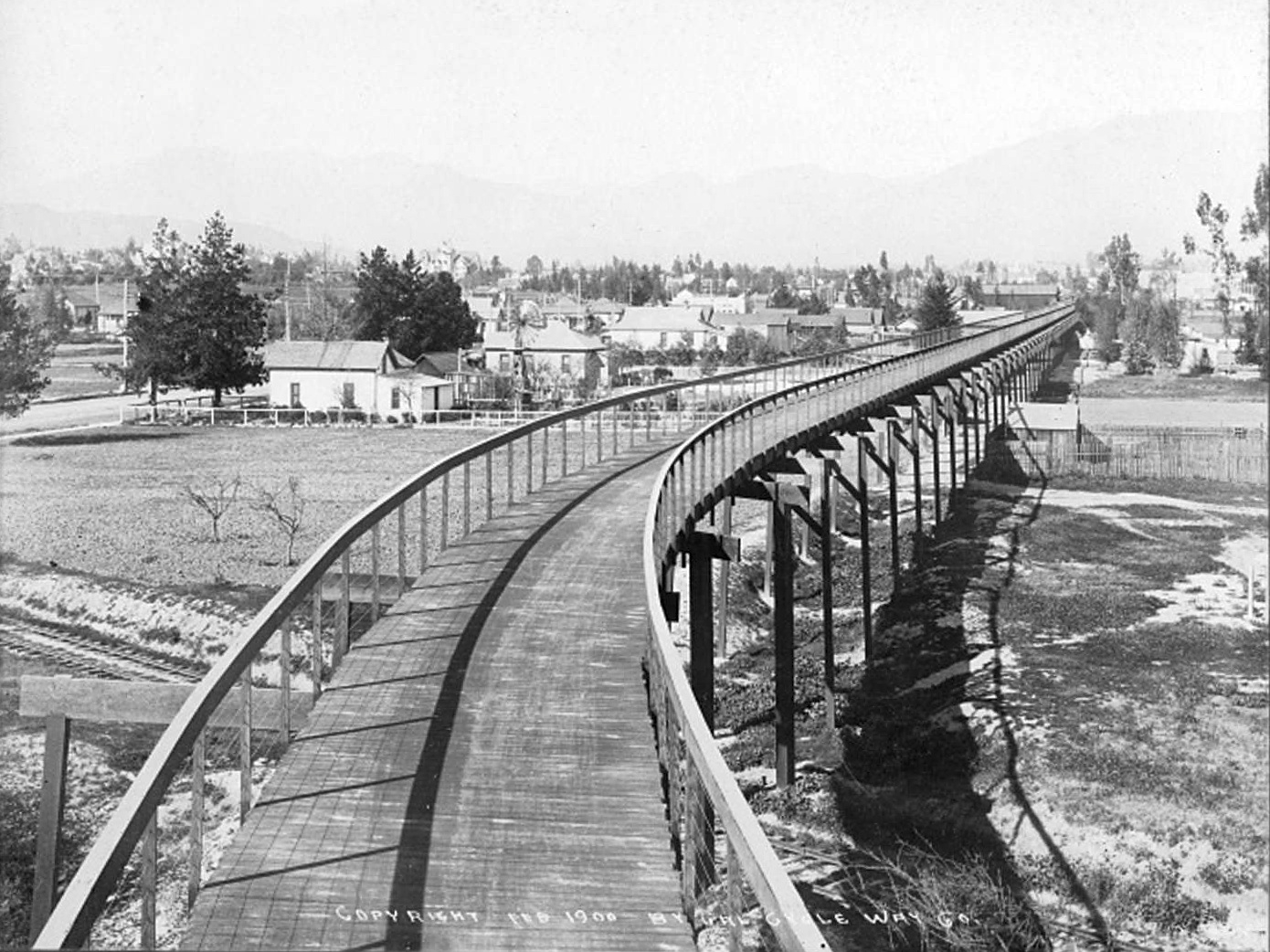
Droga rowerowa w 1900 roku w Los Angeles, Kalifornia,
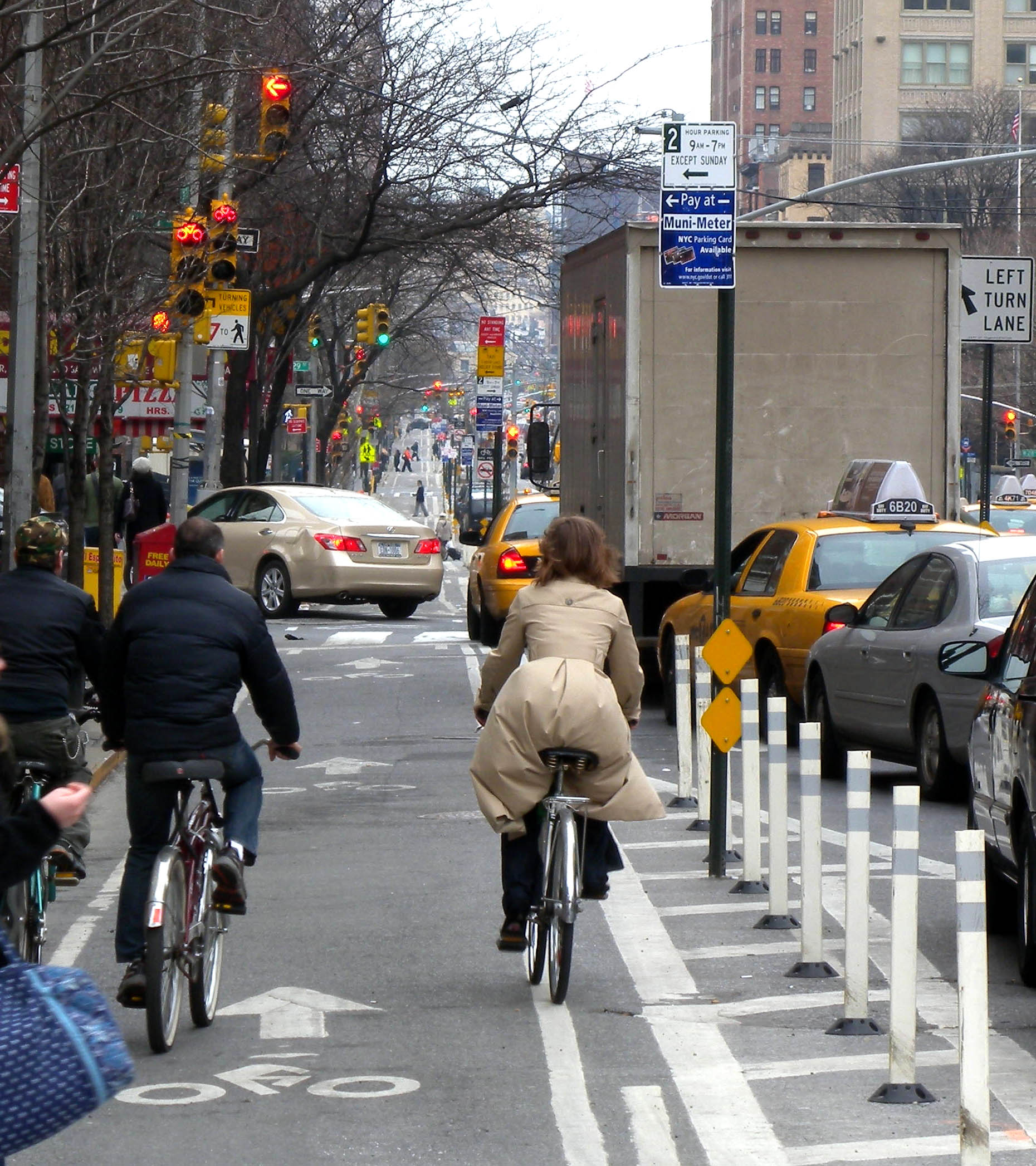
Jazda na rowerze w Nowym Jorku
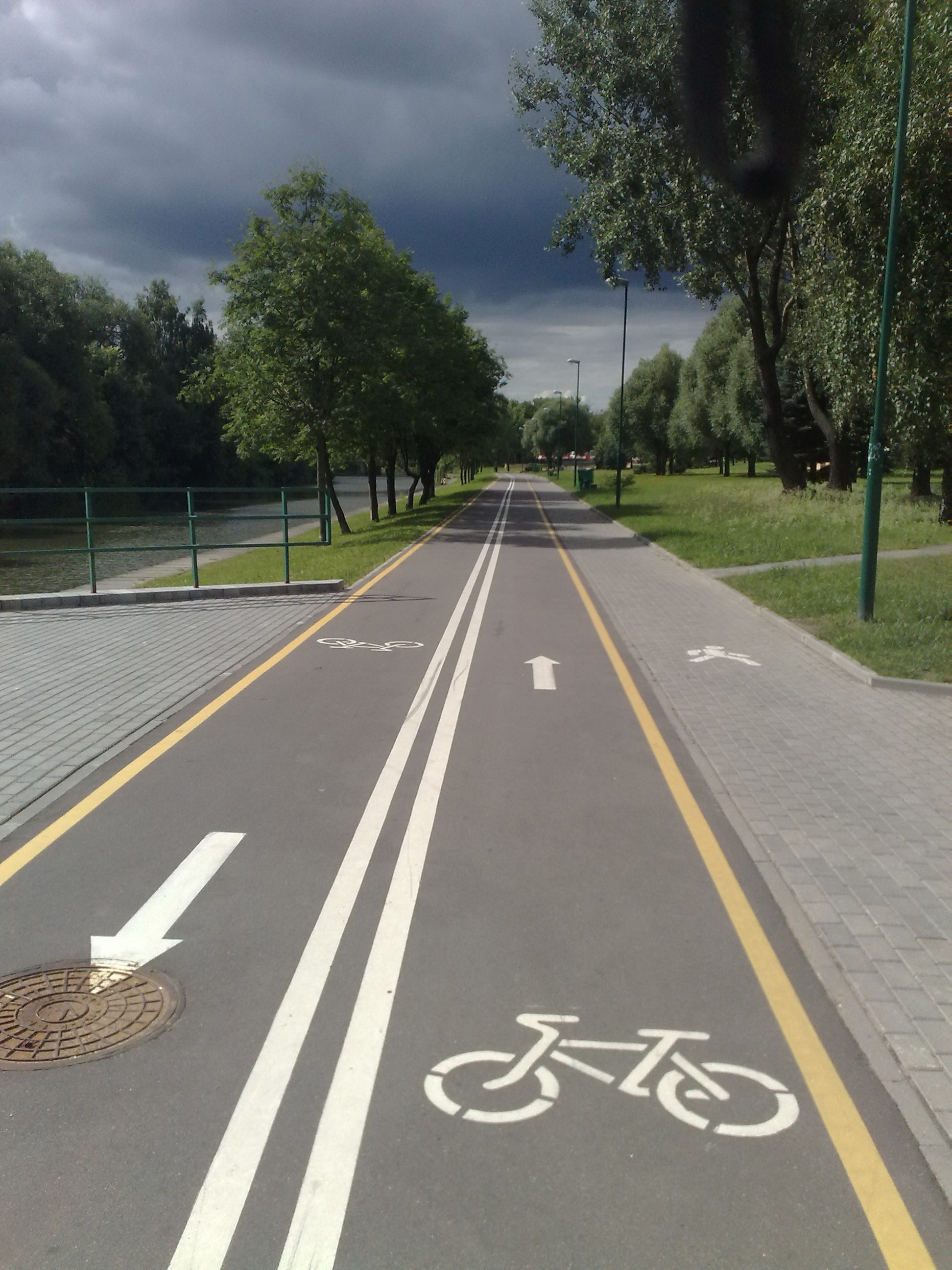
Droga rowerowa w Mińsku
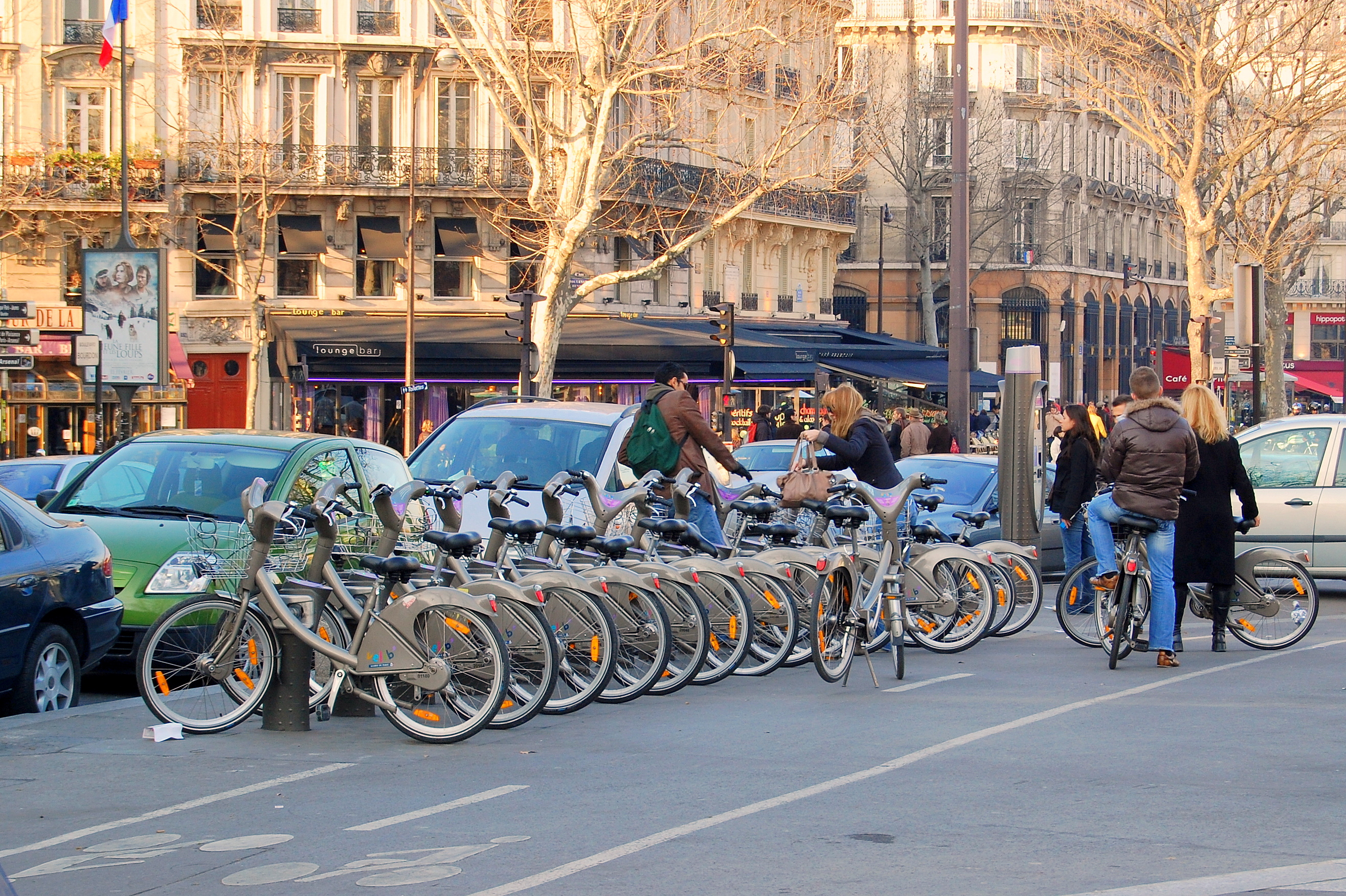
Stacja Vélib' w Paryżu, Francja